# Screech Owls
Screech Owls è una serie televisiva canadese per ragazzi, basata sui romanzi di Roy MacGregor, trasmessa per la prima volta dal 2000 al 2002 sulla rete YTV. Negli Stati Uniti è stata trasmessa su Discovery Kids dal 2001 al 2002. La serie è arrivata in Italia su RaiSat Smash il 7 marzo 2008 ed è stata poi replicata sui canali Rai 3 e Rai Gulp. La serie è composta da due stagioni, per un totale di 27 episodi.

## Trama
La serie segue un gruppo di ragazzi: Nish, Travis e Sarah, membri degli Screech Owls, una delle principali squadre di hockey della Lapine Cup, che insieme affrontano e risolvono vari misteri che accadono nella cittadina di Tamarack. Nel corso della serie si uniscono alle avventure del gruppo anche Simon e Samantha.

## Episodi
La serie televisiva è composta da due stagioni, per un totale di 27 episodi. 
| Stagione         | Episodi | Prima TV originale | Prima TV Italia |
| ---------------- | ------- | ------------------ | --------------- |
| Prima stagione   | 13      | 2000               | 2008            |
| Seconda stagione | 14      | 2001               | 2008            |

## Personaggi e interpreti
- Wayne Nishanian, interpretato da Jonathan Malen, doppiato da Laura Cosenza.
Chiamato "Nish" dagli amici, è il capitano degli Screech Owls. Tipo molto scherzoso, si diverte nel prendersi gioco di amici e compagni; adora le sue collezioni di figurine ed il baseball.
- Travis Lindsay, interpretato da William Greenblatt, doppiato da Gabriele Patriarca.
Ragazzo dalle forti doti carismatiche, è il leader del gruppo. Abilissimo nell'Hockey, è appassionato anche di tante altre attività sportive.
- Sarah Cuthbertson, interpretata da Nicole Hardy, doppiata da Eva Padoan.
Una delle giocatrici più forti della squadra. Sarah è anche considerata una dei più grandi talenti femminili nell'hockey.
- Simon Milliken, interpretato da Fraser McGregor, doppiato da Alessio De Filippis.
Ragazzo leggermente timido, molto spesso subisce gli scherzi di Nish, ma è comunque molto dedito alla sua squadra ed ai suoi amici. Si unisce ai suoi compagni Nish, Travis e Sarah nelle loro avventure.
- Mr. Dillinger, interpretato da Peter Oldring, doppiato da Stefano Onofri.
- Muck Munro, interpretato da Neil Crone, doppiato da Pasquale Anselmo.
È il coach degli Screech Owls.
- Samantha McGuire, interpretata da Nicole Dicker, doppiata da Francesca Manicone.
Ragazza molto talentuosa, si unisce alla squadra degli Screech Owls una volta trasferitasi a Tamarack. I protagonisti vengono a scoprire che la famiglia si trasferiva ogni volta che il figlio maggiore si facesse coinvolgere in atti delinquenti. Sam, ambientatasi a Tamarack, di fronte all'ennesimo furto del fratello, si rifiuta di trasferirsi un'altra volta e di abbandonare i suoi amici e spinge il fratello a cambiare vita. Sam si unisce poi alle avventure dei suoi nuovi amici.

## Produzione
La serie è stata girata a Toronto.

## Riconoscimenti
La serie è stata nominata per la Best Children's or Youth Series or Program della sedicesima edizione dei Gemini Awards nel 2001.
Jonathan Malen, uno dei principali attori del cast è stato invece candidato per lo Young Artist's Awards.